# Adam Małczyk
Adam Małczyk (ur. 28 października 1974 w Nowej Hucie) – polski artysta kabaretowy, jeden z członków krakowskiej Formacji Chatelet.

## Życiorys
Absolwent XVI LO w Krakowie. Z wykształcenia ekonomista.
W 1996 został członkiem nowo powstałej grupy kabaretowej Formacja Chatelet. Za pierwszy spektakl pt. Program Jedenasty zdobyli Grand Prix przeglądu kabaretów PaKA w 1997. Z grupą poprowadził kilka odcinków programu kabaretowego TVP2 Dzięki Bogu już weekend.
W 1999 zagrał w roli komika w filmie Dr Jekyll i Mr Hyde wg Wytwórni A’YoY.
W latach 2005–2006 współprowadził program TVN Maraton uśmiechu, a w 2009 – teleturniej TV4 Hole in the Wall. W 2019 uczestniczył w dziesiątej edycji programu rozrywkowego Polsatu Dancing with the Stars. Taniec z gwiazdami.

## Filmografia
- 1999: Doktor Jekyll i Mr Hyde według wytwórni A'YoY
- 2004: Pan Bruno